# Who Let In the Rain
«Who Let In the Rain» (рус. Кто впустил дождь) — первый сингл с четвёртого альбома Синди Лопер Hat Full of Stars.

## Информация о сингле
Эта баллада повествует о конце романтических отношений и постоянных ссорах (символом которых является дождь). В видеоклипе, который сняла сама Синди, она находится в гримёрке и готовится к выступлению, а затем выходит на сцену. Рисунок мелом на асфальте в начале клипа — портрет Дэвида Уолффа, бывшего менеджера и возлюбленного Синди, которому она и посвятила эту песню.
Би-сайдом сингла на некоторых изданиях стала песня «Cold», не вошедшая ни в один студийный альбом Синди (однако она была включена в некоторые издания сингла «Sally's Pigeons»).
Сингл вошёл в хит-парады Великобритании, Колумбии, Новой Зеландии и Чили.
В 2001 году Синди записала новую версию песни «Who Let In the Rain» для своего альбома Shine. Так как его выход был отложен, эта версия увидела свет лишь в 2004 году.

## Список композиций
US CD Single
1. «Who Let In the Rain»
2. «Cold»

UK CD Single
1. «Who Let In the Rain» (Edit) - 4:15
2. «Cold» - 3:29
3. «Like I Used To» - 4:28

UK Limited Edition CD Single
1. «Who Let In the Rain» (Album Version)- 4:35
2. «Girls Just Want to Have Fun» (Remix) - 6:30
3. «That's What I Think» (Deep Mix) - 5:26
4. «Girls Just Want to Have Fun» (Radio Remix) - 3:39

## Чарты
| Страна         | Позиция в чарте |
| -------------- | --------------- |
| Великобритания | 32              |
| Колумбия       | 20              |
| Новая Зеландия | 12              |
| Чили           | 27              |